# Sigmoïdefunctie

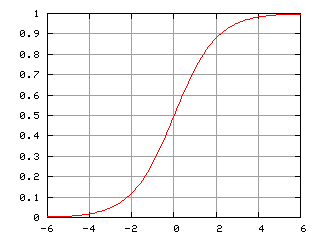
Sigmoïdefunctie

Een sigmoïdefunctie of S-functie is een wiskundige functie met een S-vormige grafiek. In het bijzonder wordt er de logistische functie mee aangeduid.

## Definitie
De basisvorm van een sigmoïdefunctie is de functie die voor {\displaystyle t\in \mathbb {R} } gedefinieerd is door
{\displaystyle \operatorname {sig} (t)={\frac {1}{1+e^{-t}}}}
Sigmoïdefuncties worden onder andere gebruikt in kunstmatige neurale netwerken.
Een voorbeeld van een sigmoïdefunctie is de Fermi-Diracverdeling uit de statistische mechanica:
{\displaystyle F(E)=\operatorname {sig} ((E_{F}-E)/kT)={\frac {1}{1+e^{(E-E_{F})/kT}}}}
Hierin is E de energie van een toestand, EF het Fermi-niveau, k de constante van Boltzmann en T de absolute temperatuur.